# Каолань
Каолань (вьет. Cao Lãnh) — город в южной части Вьетнама. Административный центр провинции Донгтхап.

## История
До 1975 года Каолань был административным центром провинции Кьенфон Южного Вьетнама. В феврале 1976 года Кьенфон была объединена с провинцией Шадек, образовав новую провинцию Донгтхап. Центром этой провинции становится город Шадек. 24 апреля 1994 года административный центр провинции переносится в Каолань. В октябре 2007 года Каолань получает статус города.

## География
Абсолютная высота — 0 метров над уровнем моря. Расположен в 154 км от города Хошимин и в 80 км от города Кантхо.

## Население
По данным на 2009 год население города составляет 161 292 человека. Плотность населения — 9487 чел/км².